# Maurice Solway
Maurice Solway (* 10. März 1906 in Toronto; † 18. Oktober 2001) war ein kanadischer Geiger, Musikpädagoge und Komponist.

## Leben
Solway hatte ersten Violinunterricht bei seinem Vater und hatte dann privaten Unterricht bei Harry Adaskin. Später studierte er an der Academy of Music bei Luigi von Kunits und ab 1921 am Hambourg Conservatory in Toronto bei Henri Czaplinsky und Géza de Kresz. Er begann seine musikalische Laufbahn beim New Symphony Orchestra (später Toronto Symphony Orchestra). Zugleich betätigte er sich in den 1920er Jahren als Stummfilmbegleiter. Von 1926 bis 1928 studierte er in Brüssel bei Eugène Ysaÿe und lernte dort viele von dessen Schülern kennen, u. a. Nathan Milstein, William Primrose, Viola Mitchell, Robert Velton und Joseph Gingold.
Nach seiner Rückkehr gab Solway in Kanada Konzerte, betätigte sich aber nach einer Handverletzung 1929 vorwiegend als Orchestermusiker. Von 1933 bis 1952 gehörte er dem Toronto Symphony Orchestra an. Daneben trat er mit Jazzmusikern wie dem Jolly Bachelor’s Orchestra, Oscar Peterson, Jerome Kern und Percy Faith auf. Als Kammermusiker spielte er im Trio mit Simeon Joyce und Charles Mathe und gründete 1947 das Solway String Quartet, dem Marcus Adeney, Nathan Green und Jack Groob angehörten und mit dem im Laufe der Jahre u. a. Murray Adaskin, Robert Warburton, Charles Dobias, Berul Sugerman, Ivan Romanoff und Joseph Pach auftraten. Das Ensemble trat bis 1968 bei der CBC auf, tourte mit Unterstützung des Ontario Board of Education durch die Kleinstädte Ontarios, um dort Werke zeitgenössischer kanadischer Komponisten wie Jean Coulthard, James Gayfer, Ernest MacMillan, John Weinzweig, Louis Applebaum, Howard Cable, Leo Smith und Healey Willan aufzuführen und gab 1952 ein Pops Concert am Hart House. Das Quartett spielte die Uraufführung von Coulthards Erstem Streichquartett, die erste komplette Rundfunkaufführung von Ernest MacMillans Streichquartett C-moll und mit Andrés Segovia die kanadische Uraufführung von Mario Castelnuovo-Tedesco Gitarrenquintett.
1973 wirkte Solway an dem Film The Violin von George Pastic und Andrew Walsh mit, für den er auch die Filmmusik komponierte und der 1975 für den Oscar nominiert wurde. Nach diesem Erfolg hatte er auch Gastauftritte in der Sharon, Lois & Bram's Elephant Show (mit Sharon Hampson, Lois Lilienstein und Bram Morrison). 1984 erschien Recollections of a violinist, 1989 veröffentlichte Solway das Lehrbuch Fiddling for Fun: the Visual and Aural Art of Violin Playing. Als Komponist trat er mit etwa 100 Werken für Solovioline oder Violine und Klavier hervor.